# Квартал (градостроительство)

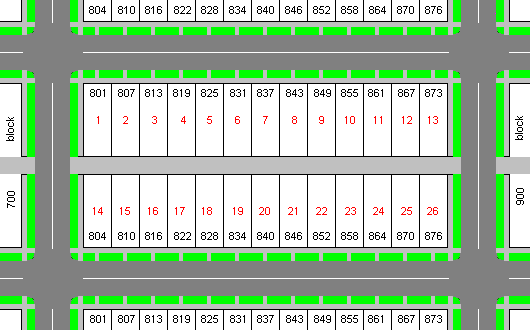
Пример квартала (схема).

Городско́й кварта́л или просто кварта́л (от лат. quartа — «четверть») — участок города, обычно в форме четырёхугольника, находящийся в окружении улиц. Наименьший элемент города, является центральным элементом градостроительства и городского дизайна.
Квартал является пространством для зданий в пределах уличного рисунка города и образует основную единицу городской структуры. В топографии Древнего Рима (города) квартал — Регио (Regio).

## История
Самой заметной формой городских кварталов являются этнические кварталы, в которых селились представители той или иной преимущественно этнорелигиозной общины, например евреи (еврейский квартал — гетто). Например, старый Иерусалим был разделен на четыре квартала: Армянский, Еврейский, Мусульманский и Христианский квартал. Судьба этнических кварталов была различной: еврейские кварталы в Европе превращались в гетто (первым в XVI веке появилось венецианское гетто), а китайские кварталы разрастались в чайна-тауны. Если население еврейского квартала во Львове в 1550 году составляло 352 человека, то число жителей китайского квартала в Сан-Франциско в 2000 году превысило 100 тыс. человек. Самым знаменитым «негритянским кварталом» в Нью-Йорке является Гарлем (площадь 10 км²). В России этнические кварталы именовались слободами (Немецкая слобода в Москве), а в Средней Азии — махалля (например, Еврейская махалля Самарканда). В каждой махалля имелись свои хауз и квартальная мечеть, а жители осуществляли самоуправление.
Иногда в процессе деурбанизации город может превратиться в квартал соседнего населенного пункта (Агдам в Азербайджане).
Некоторые кварталы могут превращаться в важнейшую часть городской инфраструктуры, куда могут стекаться люди из разных стран в поисках образования (Латинский квартал) или развлечений (Сохо, Квартал красных фонарей).

## План-сетка
В большинстве городов мира, которые были спланированы, а не строились постепенно в течение длительного периода времени, улицы, как правило, расположены в виде сетки, так что городские кварталы бывают квадратными или прямоугольными. Используя принцип развития по периметру, городские кварталы разработаны таким образом, что здания имеют входы с видом на улицу и получастные дворы в задней части. Эта структура призвана обеспечить социальное взаимодействие между людьми.

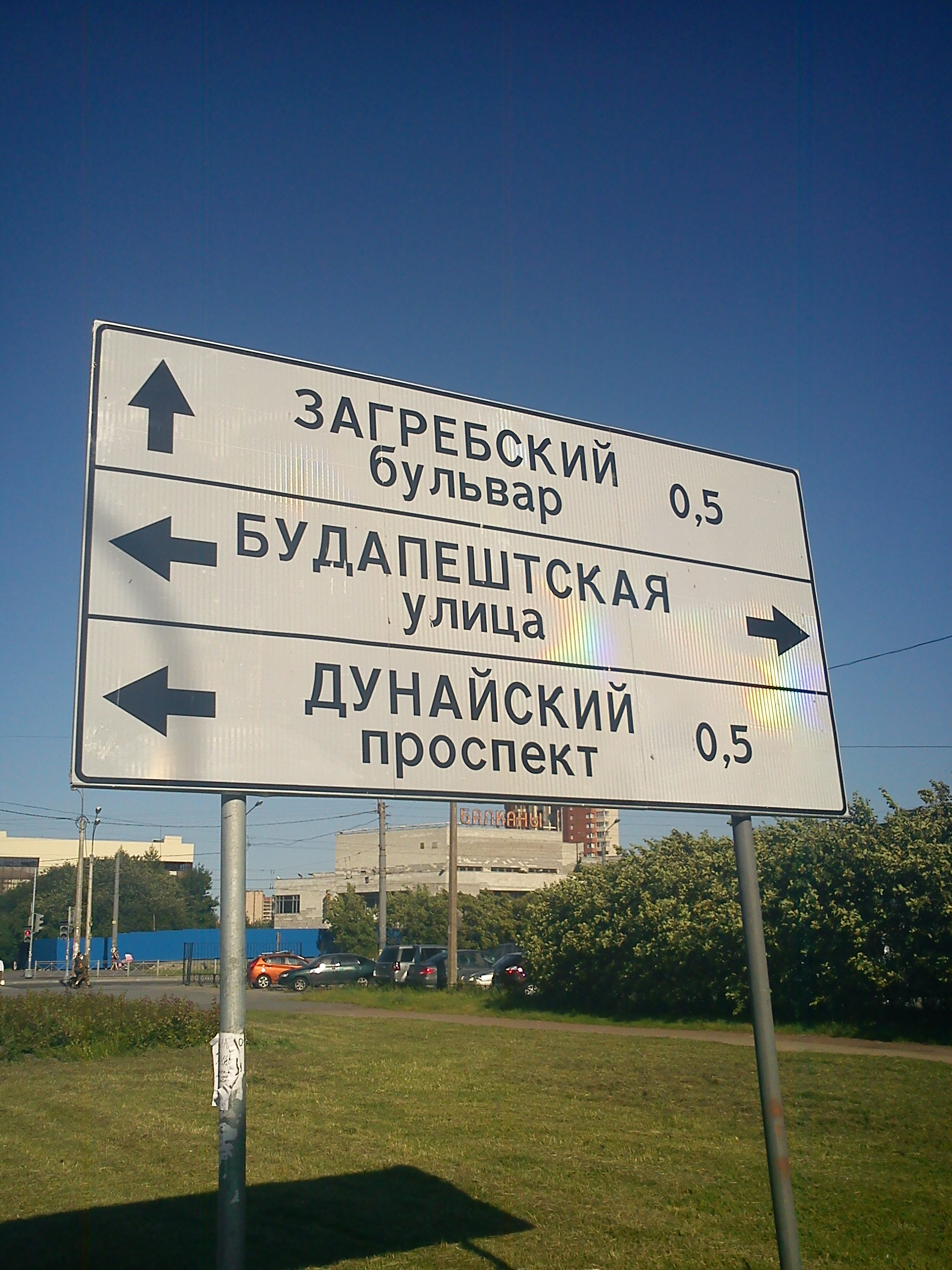
Расстояние между улицами ограничивающими квартал в Петербурге может составлять 500 метров

Поскольку расстояние между улицами различно в разных городах или даже в пределах одного города, трудно обобщить данные о размере городского квартала. Тем не менее, в качестве опорных значений приводятся размеры: 79×79 м, 100×100 м, а также 120×120 м. Продолговатые кварталы значительно варьируются по ширине и длине. Стандартный квартал в Манхэттене составляет около 80×270 м, кварталы в Эдмонтоне (Канада) имеют размеры 170×100 м. Кварталы в центре Мельбурна (Австралия): 200×100 м. В новых районах Санкт-Петербурга (например, во Фрунзенском районе) городской квартал может представлять собой в плане квадрат стороной 500 метров (0,25 км²).

## Разновидности
- Жилой квартал по периметру может быть ограничен жилыми домами. Внутренняя сторона обыкновенно называется двором и может быть занята объектами социальной инфраструктуры: детскими и спортивными площадками, парковками, детскими садами и школами. Въезд во двор может осуществляться либо через подворотни, либо через промежутки между домами.
- Торговый квартал может состоять из множества торговых лавок, магазинов, бутиков, ателье, мастерских и парикмахерских, к которым примыкают места общественного питания, туалеты, складские помещения и парковки. Примером торгового квартала может быть Гостиный и Апраксин дворы в Санкт-Петербурге.
- Деловой квартал (Дефанс в Париже; Сити и Кэнэри-Уорф в Лондоне; Деловые кварталы России)

- Посольский квартал (напр., в Пекине)
- Исторический

Категории
- застройка жилыми домами повышенной этажности
- застройка домами средней этажности
- застройка домами малой этажности

Преимущества
- защищает дворовое пространство от шума, пыли и выхлопных газов машин со стороны улицы
- способствует созданию добрососедских отношений
- выгодна по экономическим показателям
- выгодна по планировочной структуре
- Прямоугольный, ориентированный по меридиональной оси, квартал обеспечивает оптимальную и равномерную инсоляцию зданий
- чёткая и понятная структура улицы